# (57879) Cesarechiosi
(57879) Cesarechiosi est un astéroïde de la ceinture principale.

## Description
(57879) Cesarechiosi est un astéroïde de la ceinture principale. Il fut découvert le 2 janvier 2002 à Cima Ekar par le programme Asiago-DLR Asteroid Survey. Il présente une orbite caractérisée par un demi-grand axe de 2,75 UA, une excentricité de 0,15 et une inclinaison de 9,5° par rapport à l'écliptique.

## Compléments